# Стрільчатка тризубець
Стрільчатка тризубець або яблунева стрільчатка — метелик з родини совок (Noctuidae). Поширений по всій Європі.
Передні крила бурувато-сірі з чорними штрихами. Задні — у самця білуваті, у самиці — бурувато-сірі. Розмах крил до 40 мм. Метелик дуже схожий на стрільчатку псі (Acronicta psi). Розрізнити їх можна здебільшого лише за допомогою аналізу генеталій. Однак, зазвичай, стрільчатка псі темніша, задні крила ніколи не бувають білими, що часто властиво самцям стрільчатки тризубець. Гусениця темнувато-сіра, з червоно-жовтою поздовжньою смугою на спинці, яка переривається чорними поперечними лініями, на боках червоні та білі плями. На першому черевному сегменті зверху є короткий спинний виріст, на 11-му — невеликий горбик. Тіло вкрите короткими волосками. Довжина дорослої гусениці до 40 мм. Лялечка бура, в легкому павутинному коконі. Протягом року стрільчатка тризубець дає дві генерації; перша шкодить у червні — липні, друга — у серпні — вересні. Живиться багатьма видами рослин, серед яких необхідно відзначити яблуню, грушу та троянду.